# 't Nopeind
 't Nopeind of Het Nopeind is een straat en buurtschap in de Nederlandse gemeente Amsterdam. De buurtschap ligt ten noorden van Zunderdorp en zuiden van Watergang in Landelijk Noord.
't Nopeind bestaat uit drie wegen: Het Nopeind, Het Voorwerf en de Termietergouw. De meeste bebouwing is gevestigd aan de straat Het Nopeind. De buurtschap bestaat uit enkele stolpboerderijen en andere vrijstaande woningen. 't Nopeind ligt tussen de Kleine en Groote Blauwe Polder. Ten zuiden van de buurtschap ligt de Zwet en ten zuidwesten het Buikslotermeerpark. ’t Nopeind nummer 14 is een rijksmonument.
't Nopeind zou een samentrekking/verbastering zijn van Op het einde; de al eeuwen gebruikte naam werd op 10 juli 1957 officieel verklaard per raadsvergadering Amsterdam. De postcode van de buurtschap is 1027, de postcode van Amsterdam.
Van 1974 tot 2018 was de buurtschap het eindpunt van bus 30 (2006-2018 bus 31) van GVB. Dit omdat keren in Zunderdorp bij de Kerklaan/Achterlaan moeilijkheden gaf en in 't Nopeind keergelegenheid was gevonden op het erf van een boerderij, eerst op het Voorwerf en sinds 1975 op het Nopeind. 

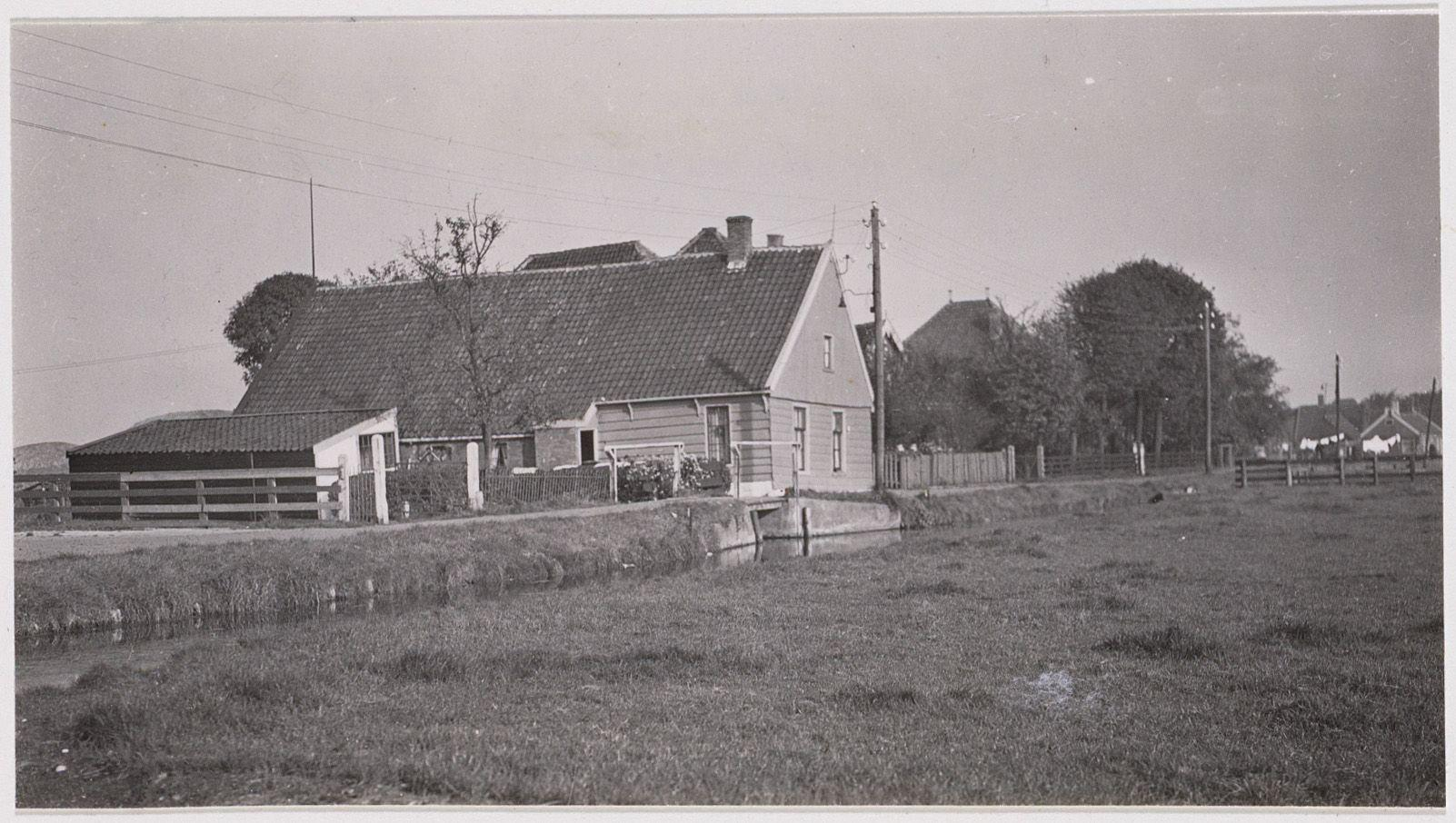
't Nopeind naar het noorden gezien (1937)

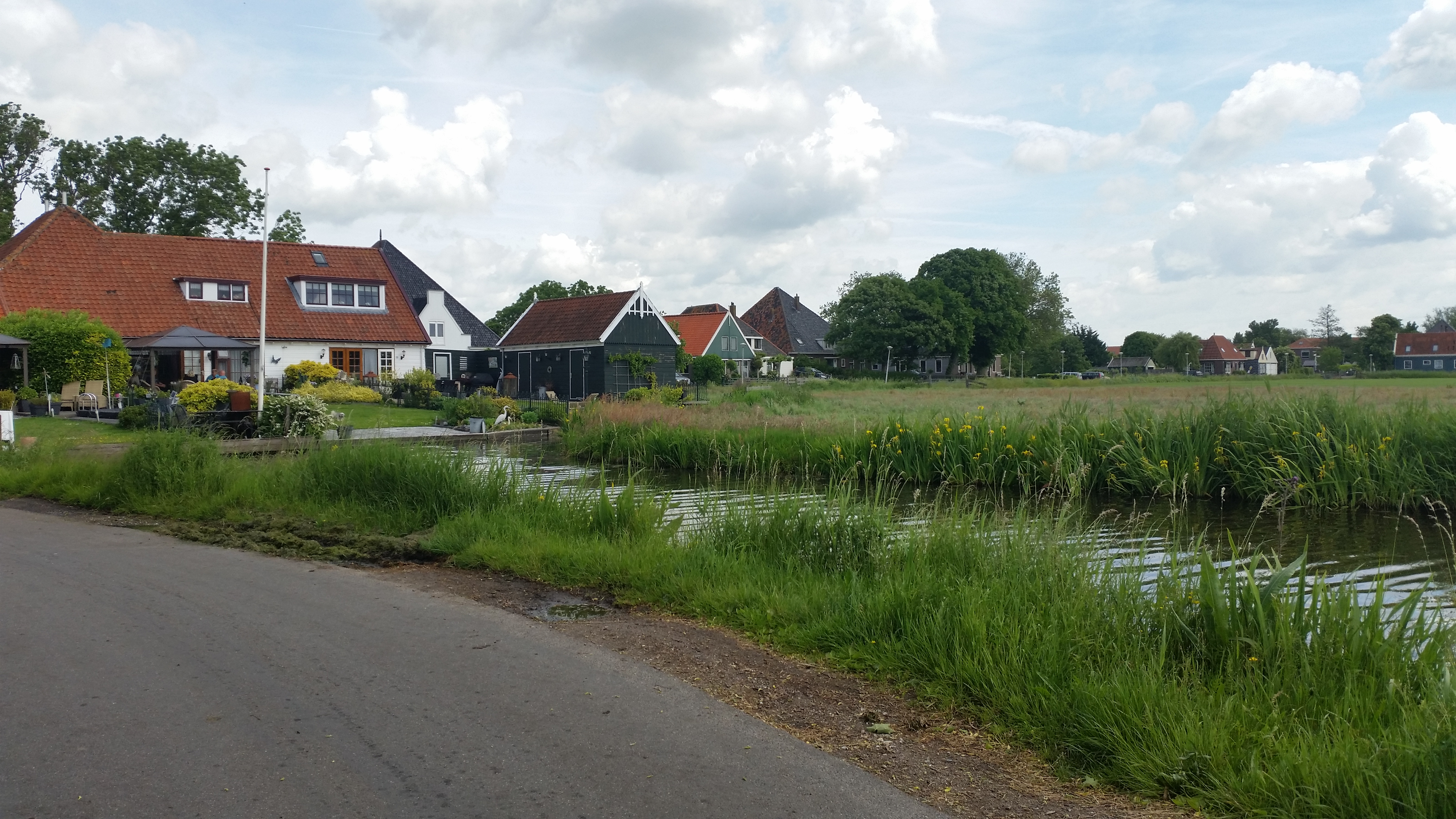
’t Nopeind gezien vanaf de Termietergouw; nr. 14 is de witte boerderij links van de bomen in het midden (mei 2019)